# Гуто-Боровенська сільська громада
Гуто-Боровенська сільська громада — колишня територіальна громада в Україні, в Камінь-Каширському районі Волинської області. Адміністративний центр — село Гута-Боровенська.
Площа громади — 301,27 км², населення — 5091 мешканець (2018).
Утворена 7 серпня 2018 року шляхом об'єднання Боровненської, Великообзирської, Верхівської, Гуто-Боровенської та Олениненської сільських рад Камінь-Каширського району.
Відповідно до розпорядження Кабінету Міністрів України від 12 червня 2020 року «Про визначення адміністративних центрів та затвердження територій територіальних громад Волинської області», територію та населені пункти громади було включено до складу Камінь-Каширської міської територіальної громади Камінь-Каширського району Волинської області.

## Населені пункти
До складу громади входять 10 сіл: Боровне, Великий Обзир, Верхи, Гута-Боровенська, Житнівка, Малий Обзир, Малі Голоби, Надрічне, Оленине та Стобихва.